# Hypocenomyce scalaris
Hypocenomyce scalaris (Synonym: Lecidea scalaris) ist eine in Mitteleuropa häufigere Flechtenart aus der Familie der Ophioparmaceae, die auf Baumrinde wächst.

## Beschreibung
Das krustig-schuppige Lager von Hypocenomyce scalaris besteht aus dachziegelähnlich angeordneten kleinen, muscheligen Schüppchen, deren Durchmesser etwa 1,5 mm beträgt. Diese sind vorne hochgebogen und am Saum sorediös. Die Färbung differiert von hellbraun oder -ocker bis grau- oder olivbraun. Die relativ seltenen, bis 2 mm breiten Apothecien sind schwarz und bläulich bereift.

## Verbreitung
Die Art ist in Mitteleuropa vor allem in höheren Lagen anzutreffen, wo sie insbesondere die saure Borke von Nadelbäumen oder Eichen besiedelt. Das Verbreitungsgebiet reicht von den Nadelwäldern der nördlichen borealen Zone bis zu den Gebirgen der Mittelmeerregion. Als acidophile, jedoch relativ schadstoffunempfindliche Art wird sie durch saure Immissionen gefördert, in Kalkgebieten ist sie seltener.